# Barakulpur
Barakulpur (nepalski: बरकुलपुर) – gaun wikas samiti w zachodniej części Nepalu w strefie Lumbini w dystrykcie Kapilvastu. Według nepalskiego spisu powszechnego z 2001 roku liczył on 1193 gospodarstw domowych i 7584 mieszkańców (3864 kobiet i 3720 mężczyzn).